# Matjaz Urnaut
Matjaz Urnaut est un joueur slovène de volley-ball né le 17 octobre 1971. Il mesure 1,92 m et joue réceptionneur-attaquant. Il totalise 100 sélections en équipe de Slovénie.

## Clubs
| Club                  | Pays        | De        | À         |
| --------------------- | ----------- | --------- | --------- |
| Mladost Zagreb        | Yougoslavie | 1988-1989 | 1991-1992 |
| Pionir                | Slovénie    | 1992-1993 | 1992-1993 |
| Montpellier UC        | France      | 1993-1994 | 1993-1994 |
| Salonit               | Slovénie    | 1994-1995 | 1995-1996 |
| Fujiner               | Slovénie    | 1996-1997 | 1996-1997 |
| Nice Volley-Ball      | France      | 1997-1998 | 1999-2000 |
| Martigues Volley-Ball | France      | 2000-2001 | 2001-2002 |
| Saydia Sports         | Tunisie     | 2002-2003 | 2003-2004 |
| Mladost Zagreb        | Croatie     | 2004-2005 | 2004-2005 |
| ENP                   | Chypre      | 2005-2006 | 2005-2006 |
| CVM Tomis Constanţa   | Roumanie    | 2006-2007 | 2006-2007 |
| Saint-Louis VB        | France      | 2007-2008 | …         |

## Palmarès
- Championnat de Roumanie (1)
  - Vainqueur : 2007

- Championnat de Slovénie (2)
  - Vainqueur : 1995, 1996
- Championnat de Croatie (1)
  - Vainqueur : 1992
- Championnat de Yougoslavie (1)
  - Vainqueur : 1989
- Coupe d'Afrique des clubs vainqueurs de coupe (2)
  - Vainqueur : 2003, 2004
- Coupe de Tunisie (1)
  - Vainqueur : 2003
- Coupe de Croatie (2)
  - Vainqueur : 1992, 2005
- Coupe de Slovénie (1)
  - Vainqueur : 1996